# Argentière-gletsjer
De Argentière-gletsjer is een gletsjer in de Chamonix-Mont-Blancvallei in het Franse Alpen boven het dorp Argentière in de gemeente Chamonix-Mont-Blanc in het departement Haute-Savoie. 
Ongeveer honderd jaar geleden kwam de gletsjer tot aan de temple d'Argentière (1250 meter hoog). Sinds een paar jaar is de eindtong van de gletsjer, die nog net tot 1600 meter loopt, gescheiden van de rest van de gletsjer tot een hoogte van 1900 m door een rotspartij van 200 m2. De tong van de gletsjer wordt dus niet meer gevoed door de hoofdgletsjer, maar alleen door de val van seracs, zodat zijn voortbestaan in gevaar komt. Maar een dergelijke onderbreking deed zich al eerder voor aan het begin van de twintigste eeuw die zich evenwel herstelde in de loop der jaren. Ondanks de wereldwijde opwarming kunnen we nu niet garanderen dat de tong van de gletsjer binnenkort zal verdwijnen.  
Tussen 1870 en 1967 verloor de gletsjer een lengte van 1000 meter. Vóór 2011 trok hij zich terug naar de top van een steile helling.